# Kasper Winther Jørgensen
Kasper Winther Jørgensen, född den 21 mars 1985 i Köpenhamn i Danmark, är en dansk roddare.
Han tog OS-brons i lättvikts-fyra utan styrman i samband med de olympiska roddtävlingarna 2012 i London.
Vid de olympiska roddtävlingarna 2016 i Rio de Janeiro tog han silver i lättvikts-fyra utan styrman.